# Öronfästing
Öronfästing  eller Otobius megnini är en fästingart som beskrevs av Dugès 1883. Otobius megnini ingår i släktet Otobius och familjen mjuka fästingar. Inga underarter finns listade i Catalogue of Life. Arten har påträffats i Sverige.